# Luís Cruls
Louis Ferdinand Cruls (Diest, 21 de janeiro de 1848 – Paris, 21 de junho de 1908) foi um astrônomo e geodesista belga que trabalhou a maior parte de sua vida no Brasil, onde se tornou conhecido como Luís Cruls.
Cruls foi responsável pelo mapeamento do Planalto Central, onde seria construída a capital Brasília, em 1960. Era pai do médico e escritor Gastão Cruls.

## Biografia
Louis nasceu em Diest, em 1848. Era filho de Philippe Augustin Guillaume Cruls, um engenheiro civil, e de Anne Elizabeth Jordens. Após fazer seus cursos de humanidades, entrou para a Escola de Engenharia Civil da Universidade de Gante, que frequentou de 1863 a 1868. Mais tarde, em 1872, foi admitido como aspirante de engenharia militar obtendo, nesta última carreira, que seguiu durante um ano, os postos de segundo e primeiro tenente.
Em 1874, Cruls pediu baixa do exército com o objetivo de visitar o Brasil, apenas por curiosidade e sem nenhum plano inicial, provavelmente influenciado pelos brasileiros que, na época, estudavam na Bélgica. Assim, em 5 de setembro de 1874, Cruls embarcou no pequeno vapor que transportava os passageiros de Bordeaux com destino a Pouillac, onde ancoravam os navios das Messageries Maritimes, que faziam a travessia da Europa à cidade de La Plata, na Argentina.
Na viagem fez amizade com Joaquim Nabuco, que acabava de viajar pela Europa e regressava ao Brasil. Nabuco, nessa época, iniciava sua carreira diplomática. Cruls explicou que se dirigia ao Brasil por influência de um dos seus compatriotas, o engenheiro Caetano Furquim de Almeida, que ele conhecera em Gand, no tempo em que ambos frequentavam a Escola de Engenharia Civil. Foi durante o tempo dos seus estudos que Cruls se associou a um grupo de estudantes brasileiros: Jacob Van Erven, Christiano Ottoni, Manuel Caetano da Silva Lara, José Maria Vianna, Antônio Chermont, Félix de Moraes.
Em 1875 publicou em Gante um trabalho sobre métodos de repetição e reiteração para leitura de ângulos, o que lhe credenciou a ser admitido como adjunto no Observatório Imperial do Rio de Janeiro. Estudou o planeta Marte e, em 1882, observou o trânsito de Vênus na cidade chilena de Punta Arenas. Em 1877, publicou um estudo sobre a organização da Carta Geográfica e da História Física e Política do Brasil.
Em 1881 aceitou o cargo de diretor do Observatório Astronômico do Rio de Janeiro. Em 1892 foi-lhe cometida a incumbência da exploração do Planalto Central do Brasil e chefiou uma equipe de cientistas que estudou a orologia, condições climáticas e higiênicas, natureza do terreno, qualidade e quantidade de água etc. da área do Planalto Central, onde seria construída a capital Brasília, em 1960.
Entre 1899 até 1902, Luís Cruls foi professor do Ginásio Fluminense, instituto oficial de ensino criado pelo governador Maurício de Abreu em Petrópolis quando esta cidade era a capital estadual do Rio de Janeiro.

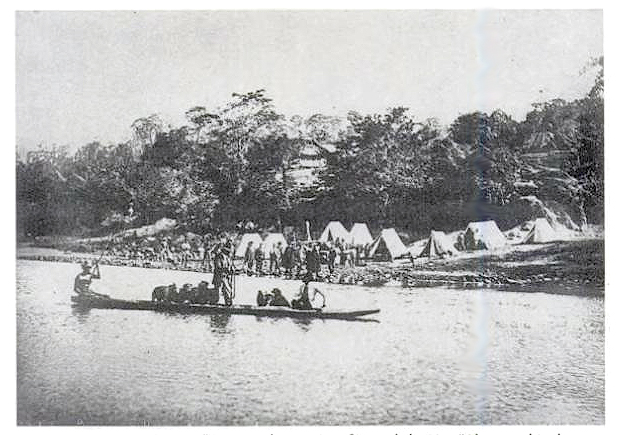
Henrique Morize: Acampamento da Comissão Exploradora às margens do rio Paranaíba, 1894.

## Morte
Cruls morreu em Paris, em 21 de junho de 1908, aos 60 anos.

## Legado
Uma cratera de Marte foi batizada em sua homenagem.